# Michel Arnoult
Michel Arnoult (1922-2005) foi cenógrafo francês.

## Biografia
Nascido na França em 1922, aos 26 anos desembarca no Rio de Janeiro onde estudou arquitetura, fez estágio com Oscar Niemeyer. Antes de terminar o curso associou-se ao arquiteto escocês Norman Westwater, que trabalhava como cenógrafo e havia começado a projetar móveis.
Desde o início de sua carreira Arnoult esteve ciente das necessidades reais das quais o mercado Brasileiro necessitava. Tinha a intenção de que seus trabalhos chegassem ao grande público, fato observado com a tentativa de vendê-los para Cássio Muniz e a Móveis Drago (grandes lojas de departamentos) e mais recentemente pela declaração de que gostaria muito de ter seus móveis à venda nas Casas Bahia.
Atendendo às mudanças arquitetônicas pelas quais o país passava, projetaram um mobiliário que não mais podia ser feito por encomenda, havia a necessidade de algo que preservasse seu valor estético sem perder a funcionalidade e que estivesse ao alcance dessa população habitante da série de apartamentos que surgiam.
Aproveitando conceitos criados no início da industrialização e que se mantêm até hoje como índice de eficiência na produção em série como a modulação, e a redução no número de peças, a Mobília Contemporânea ajudou a indústria moveleira do Brasil a quebrar conceitos ultrapassados de projeto e produção.
Em 1954, juntamente com mais dois sócios, contrataram uma marcenaria em Curitiba composta por ex-operários da Móveis Cimo para produzirem a primeira linha desse grupo. Criam na mesma cidade a Forma Móveis e Interiores, mas por haver uma Cadeira da linha Peg-Lev outra empresa homônima e no mesmo setor tiveram que alterar o nome para Mobília Contemporânea. Em 1955 a empresa mudou-se para São Paulo e conforme a ampliação da produção abriram mais duas filiais na mesma cidade e uma no Rio de Janeiro.
Arnoult produzia móveis para serem duráveis e rejeitava a ideia do consumismo desenfreado apregoada em países já desenvolvidos e que representava em alguma medida o quanto determinada sociedade havia avançado economicamente. No Brasil, apesar do momento exigir a industrialização de uma vez por todas, seria incoerente criar um estado mental de obsolescência rápida dos objetos. O pensamento do designer também ajudaria os produtores que poderiam manter seu maquinário por mais tempo.
Em 1970, em face à concorrência que a Mobília Contemporânea sofria, foi criado o conceito Peg-Lev, móvel desmontável para ser vendido em supermercados. Em termos funcionais, segundo Arnout, o projeto era muito bem sucedido, infelizmente esse exemplo de boa concepção não foi aceite pelo mercado e em 1973 sua empresa encerrou atividades. Em seguida Arnoult passou a trabalhar como designer na Fábrica de Móveis Senta e lá permaneceu até o final dos anos 1980, quando passou a trabalhar de forma independente mantendo sua obsessão pela criação de móveis adequados ao país e à época, postura semelhante à de Geraldo de Barros e alinhada com as ideias de Victor Papanek que em 1971 lançou um livro chamado Design For the Real World no qual, entre outras ideias, propunha que os designers se dirigissem mais aos problemas sociais e que abrissem mão do seu narcisismo autoral em função do benefício de todos.
A partir do final década de 1980, o Arnoult passou a criar móveis com eucalipto replantado em respeito à problemática ecológica.
Em sua 17ª edição (2003)o Prêmio Design Museu da Casa Brasileira em São Paulo contou a participação de designers de diversas regiões do Brasil, atraindo veteranos e novatos. O prêmio de melhor mobiliário foi concedido a Arnoult que aos 81 resolveu entrar como participante após ter sido jurado do concurso. O projeto vencedor foi a poltrona Pelicano, semelhante às de diretor de cinema, no entanto mais leve (pesa 9 quilos) e fácil de desmontar. Feita com lona de algodão, que não esquenta no calor, costurada em forma de saco, anexa com apenas 4 pinos a uma estrutura de madeira ecologicamente correta, conceito pelo qual o autor tinha muita estima em razão da síntese: praticidade, beleza e baixo preço.
Em março de 2005, aos 83 anos, Michel Arnoult morreu deixando projetos ainda inéditos do público.

## Leituras adicionais
- DENIS, Rafael Cardoso. Uma introdução à história do design, São Paulo: Edgard Blücher, 2000.
- FIELL, Charlotte & Peter. Icons - Design do século XX, Colônia: Taschen, 2001.
- SANTOS, Maria Cecília Loschiavo dos. Móvel Moderno no Brasil, São Paulo: Edusp, 1995.
- Revista Vida Simples, nº 32, editora Abril.